# Industriepark Kalle-Albert

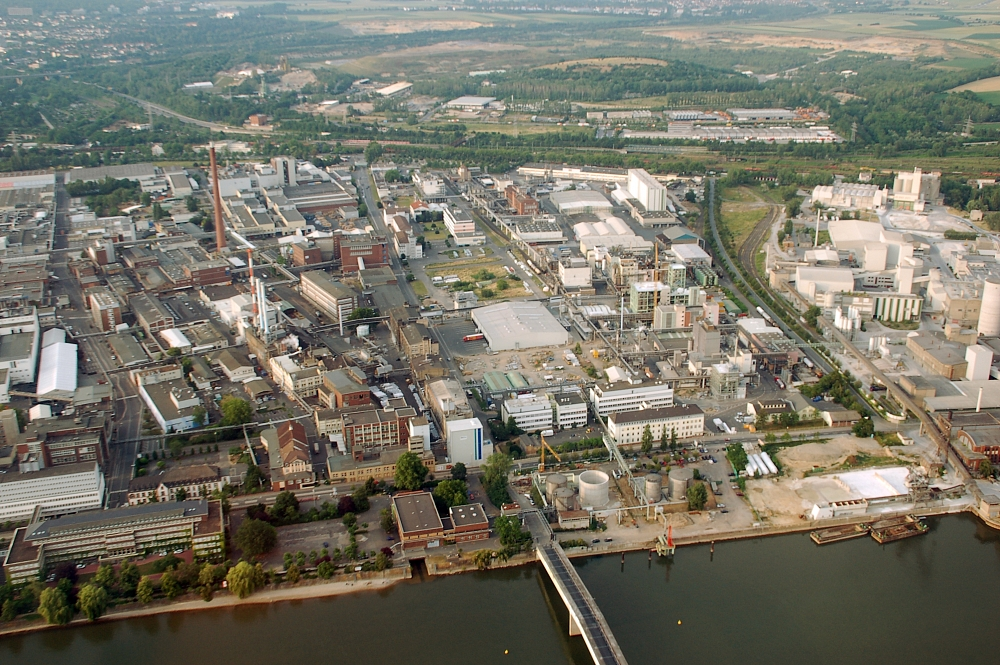
Blick auf den Industriepark von Süden

Der Industriepark Kalle-Albert ist ein etwa einen Quadratkilometer großes Industriegelände in Wiesbaden. Er entstand 1997 aus dem Werk Kalle-Albert der Hoechst AG, das 1989 durch den Zusammenschluss des Werkes Kalle in Biebrich und des Werkes Albert in Amöneburg gebildet worden war. Auf dem Areal bestehen etwa 300 Produktions-, Technikums-, Labor- und Lagergebäude sowie Büro- und Freiflächen. Die ansässigen ca. 80 Gesellschaften gehören teilweise zur chemischen Industrie und beschäftigen rund 5.400 Mitarbeiter. Eigentümer der Flächen und Betreiber der Infrastruktur, darunter Energieversorgungsanlagen für Strom, Dampf, Kälte, Kühlwasser und technische Gase, ist die InfraServ Wiesbaden.

## Geschichte
1997 wurde das ehemalige Hoechst-Werk Kalle-Albert zu einem Industriepark, in dem heute zahlreiche Unternehmen ansässig sind, darunter Agfa (Druckplatten), Mitsubishi Polyester Film (Hostaphan), Shin-Etsu Chemical/SE Tylose (Tylose) und die heutige Kalle GmbH (Wursthüllen). 
Der Industriepark besitzt einen Hafen, ein Kraftwerk und einen Anschluss an den Bahnhof Wiesbaden Ost sowie eine biologische Abwasserreinigungsanlage auf der Rheininsel Petersaue. Einige Betriebe fallen unter die Störfallverordnung (StöV, StFV) und unterliegen dem Bundes-Immissionsschutzgesetz (BImschG).